# 大舒拉鄉
45°51′N 24°10′E / 45.850°N 24.167°E
大舒拉鄉（羅馬尼亞語：Comuna Șura Mare, Sibiu），是羅馬尼亞的鄉份，位於該國中部，由錫比烏縣負責管轄，面積75平方公里，海拔高度458米，2007年人口3,616，人口密度每平方公里48人。